# Alexandru Constantinidi
Alexandru Constantinidi - ortografiat uneori și Constantinide, (n. 3 ianuarie 1867 - d. ?) a fost unul dintre generalii Armatei României din Primul Război Mondial. 
A îndeplinit funcții de comandant de regiment, brigadă și divizie în campaniile anilor 1916, 1917 și 1918.

## Cariera militară
După absolvirea școlii militare de ofițeri cu gradul de sublocotenent, Alexandru Constantinidi a ocupat diferite poziții în cadrul unităților de cavalerie sau în eșaloanele superioare ale armatei, cele mai importante fiind cele de comandant al Regimentului 10 Călărași și al Regimentului 8 Călărași.
În perioada Primului Război Mondial a îndeplinit funcțiile de comandant al Regimentului 8 Călărași, Brigăzii 5 Roșiori și Diviziei 2 Cavalerie în perioada 10/23 aprilie 1916–28 octombrie/11 noiembrie 1918.
A fost decorat cu Ordinul „Mihai Viteazul”, clasa III, pentru modul cum a condus Divizia 2 Cavalerie în operațiile militare postbelice.
„Pentru bravura și destoinicia cu care a condus Divizia 2 Cavalerie în luptele din regiunea Sătmarului, Mateszalka, Nyegyhaza li Czap în aprilie 1919, contribuind la depunerea armelor de către Divizia de Secui.”
Înalt Decret no. 2189 din 6 iunie 1919:p. 142

## Decorații
- Ordinul „Coroana României”, în grad de ofițer (1909)
- Ordinul „Steaua României”, în grad de ofițer (1916)
- Medalia Bărbăție și Credință, cu distincția „Campania din Bulgaria 1913” (1913)[1]:p. 585
- Ordinul „Mihai Viteazul”, clasa III, 6 iunie 1919[7]:p. 142